# Алан (Мерт и Мозел)
Алан (фр. Allamps) насеље је и општина у североисточној Француској у региону Лорена, у департману Мерт и Мозел која припада префектури Тул.
По подацима из 2011. године у општини је живело 517 становника, а густина насељености је износила 71,71 становника/km². Општина се простире на површини од 7,21 km². Налази се на средњој надморској висини од 325 метара (максималној 422 m, а минималној 270 m).

## Демографија
| 1962. | 1968. | 1975. | 1982. | 1990. | 1999. | 2011. |
| ----- | ----- | ----- | ----- | ----- | ----- | ----- |
| 531   | 506   | 434   | 438   | 515   | 511   | 517   |

График промене броја становника у току последњих година